# 好書好日
好書好日（こうしょこうじつ）は、朝日新聞社が運営する本の情報サイトである。2018年6月13日に開設された。
読書を通じて豊かなライフスタイルを提案することを目的としており、書評、著者インタビュー、特集記事など、多岐にわたるコンテンツを提供している。

## 概要
「好書好日」は、さまざまなジャンルの本を紹介する一方、読書に役立つ多様な情報を提供している。
サイトのトップページでは、最新の書評や特集記事が掲載されており、読者は新しい本や話題の本についての情報を簡単に得ることができる。
また、映画や美術、食などのライフスタイルに関連する本も紹介されており、読書を通じて生活を豊かにする提案がされている。

## サイトの内容

### 書評
「好書好日」の書評セクションでは、専門家や著名な書評家による詳細な書評が掲載されている。
書評はジャンルごとに分類されており、フィクション、ノンフィクション、エッセイなど、さまざまなカテゴリーの本が取り上げられている。

### 著者インタビュー
著者インタビューは、「好書好日」で人気の高いコンテンツの一つである。
インタビューでは、著者が自身の作品について語るだけでなく、執筆の背景やプロセス、テーマに対する考え方など、深い洞察が得られる。
読者は本をより一層楽しむことができ、著者とのつながりを感じることができる。

### 特集記事
特集記事では、特定のテーマに焦点を当てた深掘り記事が掲載されている。特集記事は定期的に更新されるため、常に新しい情報を得ることができる。
例えば、季節ごとのおすすめ本や、特定のジャンルに関する特集などがあり、読者は興味のあるテーマについて詳しく知ることができる。

## メディア展開
「好書好日」は、ポッドキャストやYouTubeチャンネルも運営しており、これらのプラットフォームを通じてさらに多くの情報を提供する。ポッドキャストでは、最近気になる本の紹介や著者インタビュー、業界の話題などが配信されており、読者は通勤時間や家事の合間などに気軽に聴くことができる。また、YouTubeチャンネルでは、ビジュアルを通じて本の魅力を伝えるコンテンツが提供されている。